# Egesina bifasciana
Egesina bifasciana är en skalbaggsart som först beskrevs av Masaki Matsushita 1933.  Egesina bifasciana ingår i släktet Egesina och familjen långhorningar. Utöver nominatformen finns också underarten E. b. tsushimae.